# Makan Konaté
Makan Konaté (Bamako, 10 novembre 1991) è un calciatore maliano, centrocampista dell'Adhyaksa.